# Japan (groupe)
Pour les articles homonymes, voir Japan.
Japan est un groupe de new wave britannique originaire de Catford, South London. 
Il est formé en 1974, et étroitement lié au nouveau romantisme. Il connaît ses plus gros succès avec les singles Ghosts et I Second That Emotion en 1982, qui se classent dans le Top 10 au Royaume-Uni.
Japan se compose de David Sylvian (chant), son frère Steve Jansen (batteur), Mick Karn (basse), Richard Barbieri (claviers) et Rob Dean (guitare). Séparé en 1982, le groupe se reforme en 1990 sans Dean sous le nom Rain Tree Crow pour enregistrer l'album Rain Tree Crow.

## Biographie

### Origines et débuts
Japan est formé par un groupe d'amis en 1974. Les frères David Sylvian (guitare, chant) et Steve Jansen (batterie), le claviériste Richard Barbieri et le bassiste Mick Karn étudiaient dans la même école, Catford Boys, Brownhill Road, South London.
Le groupe, à l'origine sans nom, adopte celui de Japan juste avant son premier concert au milieu des années 1970. Sylvian trouve ce nom qui devait être temporaire, mais qui s'avérera finalement permanent. L'année suivante, ils sont rejoints par le guitariste Rob Dean. Après avoir remporté un concours de talents sponsorisé, ils signent un contrat avec le label disco allemand Hansa-Ariola en 1977, devenant ainsi un groupe glam rock alternatif dans la veine de Lou Reed, David Bowie, T.Rex, Roxy Music et The New York Dolls, bien que leur premier morceau soit caractérisé par une guitare funk. À cette période, ils publient quelques albums, dont Adolescent Sex et Obscure Alternatives.
L'album Adolescent Sex est publié en 1978 et est suivi par Obscure Alternatives, la même année. Ces deux albums, produits par Ray Singer, se vendent bien au Japon et aux Pays-Bas, où le single Adolescent Sex atteint le Top 30. Ils se popularisent aussi au Canada. Cependant, ils n'atteignent pas la popularité escomptée dans leur propre pays, le Royaume-Uni.
Bien qu'inspirés par Reed, T. Rex, New York Dolls, Roxy Music et Bowie, les albums sont mal accueillis par la presse spécialisée britannique, à une période durant laquelle la new wave est en plein essor. Ils sont managés par Simon Napier-Bell (The Yardbirds, Marc Bolan, London, Wham!).

### Milieu de carrière

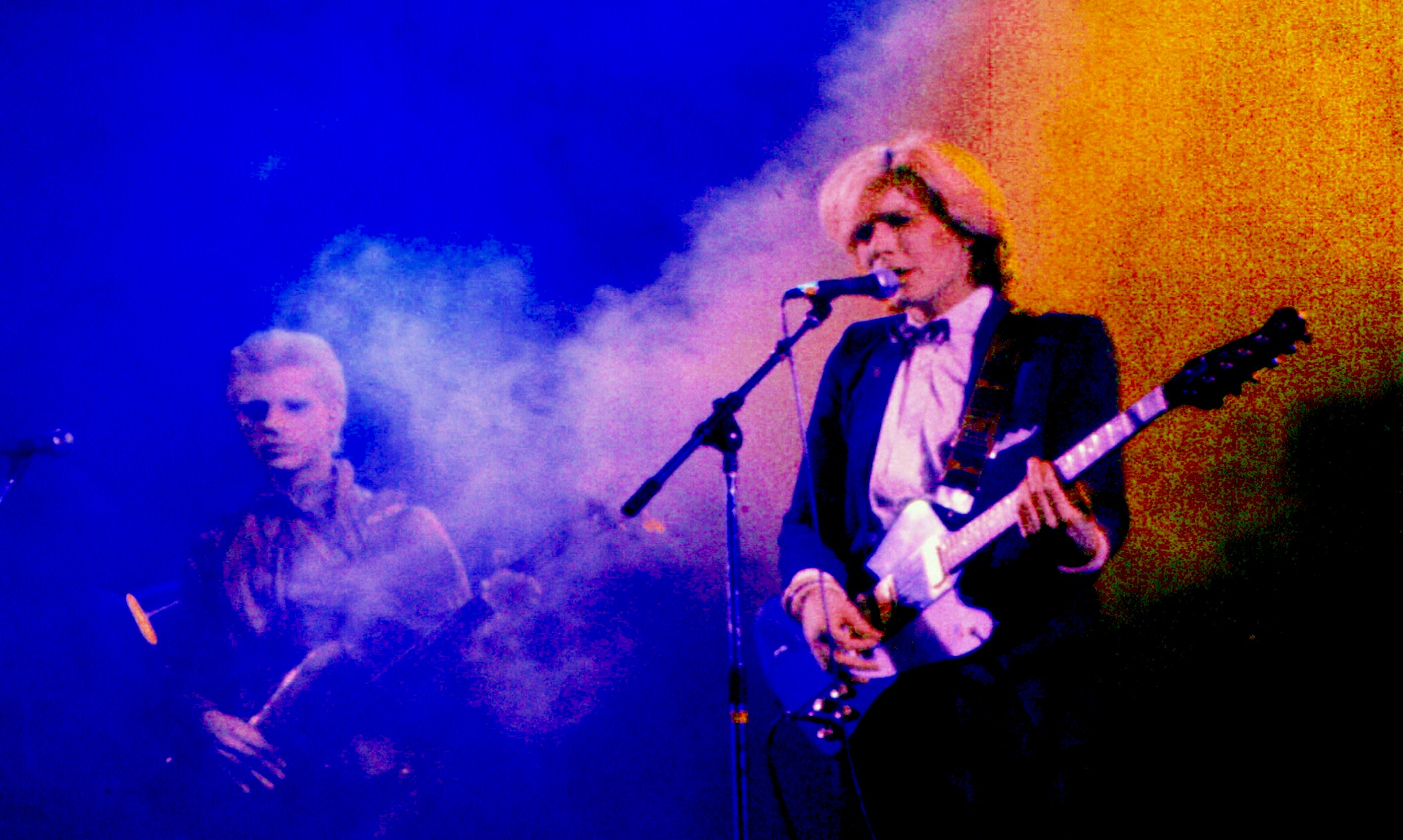
Japan en 1979.

En 1979, le groupe s'associe brièvement au producteur d'Euro disco Giorgio Moroder, qui produira le single Life in Tokyo. Le morceau est un changement drastique de style musical, comparé à leurs racines glam rock.
Ce style électronique continue à bourgeonner dans leur troisième album, Quiet Life (1979), produit par le groupe, et John Punter et Simon Napier-Bell. Dans une critique rétrospective, The Quietus décrit Quiet Life comme définissant « une forme très européenne d'art pop détachée, sexuelle ambiguë et imagée, ce qui n'est pas sans rappeler David Bowie deux ans plus tôt avec Low. » Il comprend des morceaux de synthétiseur réalisés par Barbieri, du style vocal baryton de Sylvian, de la fretless bass de Karn et les percussions timbrées de Jansen, le tout accompagné du style de guitare joué par Dean, éparse. Quiet Life est le dernier album studio pour Hansa-Ariola, même si celui-ci publie par la suite la compilation Assemblage.

### Dernières années
Après son départ de Hansa-Ariola, le groupe signe avec Virgin Records qui sortira ses derniers albums, Gentlemen Take Polaroids (1980) etTin Drum (1981). Les albums continuent à étendre leur public. Le groupe a toujours porté du maquillage depuis les années 1970 jusqu'à la fin de l'ère glam rock plusieurs années avant le début du mouvement Nouveaux Romantiques. Lors d'un entretien en octobre 1981, Sylvian commente « Je n'ai pas à être associé à eux [Nouveaux Romantiques]. L'attitude est très différente. »
Après quelques singles ayant atteint le plus bas des charts, leurs premiers UK Top 40 est une réédition du single Quiet Life (19e) en octobre 1981. Trois des singles de l'album Tin Drum atteignent aussi l'UK Top 40, dont le single Ghosts (5e), qui deviendra le mieux classé dans leur pays et carrière. L'album Tin Drum parvient à s'approcher du Top 10 britannique, et leur premier certifié disque d'argent par la BPI un mois après sa sortie, puis disque d'or dans les quatre mois. L'album, produit par Steve Nye, est souvent considéré comme l'un des plus innovateurs des années 1980 pour son mélange de sonorités occidentales et orientales.
Au début des années 1980, le multi-instrumentiste et claviériste expérimental japonais Ryuichi Sakamoto, du Yellow Magic Orchestra (YMO), s'associe brièvement au groupe et travaille directement avec Sylvian sur des morceaux comme Taking Islands in Africa. Steve Jansen s'inspirera du batteur de YMO, Yukihiro Takahashi.
Avec des problèmes internes entre membres, Tin Drum devient leur dernier album. Ensuite, Dean forme le groupe Illustrated Man et Karn publie son premier album solo, Titles, pendant que le groupe se sépare en 1982 alors qu'il commence à percer dans son pays et à l'international, avec Oil on Canvas, qui atteint la 5e place de l'UK Albums Chart. À cette période, leur catalogue se vend bien, et Hansa-Ariola et Virgin Records continuent de publier des singles de Japan en 1983, permettant au groupe d'atteindre le Top 40.

### Post-séparation
En 1991, Sylvian, Karn, Jansen et Barbieri se réunissent avec différents guitaristes comme David Torn et Steve Jansen sous le nom de Rain Tree Crow, 
Mick Karn succombe à un cancer en janvier 2011.

## Discographie

### Albums studio
- 1978 : Adolescent Sex
- 1978 : Obscure Alternatives
- 1979 : Quiet Life (53e au Royaume-Uni)
- 1980 : Gentlemen Take Polaroids (51e au Royaume-Uni)
- 1981 : Tin Drum (12e au Royaume-Uni)
- 1991 : Rain Tree Crow (24e au Royaume-Uni)

### Album live
- 1983 : Oil on Canvas (5e au Royaume-Uni)

### Singles
| Année | Titre                    | Charts (UK) | Durée       | Dates d'entrée et sortie | Album                    |
| ----- | ------------------------ | ----------- | ----------- | ------------------------ | ------------------------ |
| 1978  | Don't Rain on My Parade  | -           | -           | -                        | Adolescent Sex           |
| 1978  | The Unconventional       | -           | -           | -                        | Adolescent Sex           |
| 1978  | Sometimes I Feel So Low  | -           | -           | -                        | Obscure Alternatives     |
| 1980  | Gentlemen Take Polaroids | 60          | 2 semaines  | 18/10/1980 - 25/10/1980  | Gentlemen Take Polaroids |
| 1981  | The Art of Parties       | 48          | 5 semaines  | 09/05/1981 - 06/06/1981  | Tin Drum                 |
| 1981  | Quiet Life               | 19          | 9 semaines  | 19/09/1981 - 14/11/1981  | Quiet Life               |
| 1981  | Visions of China         | 32          | 12 semaines | 07/11/1981 - 23/01/1982  | Tin Drum                 |
| 1982  | European Son             | 31          | 6 semaines  | 23/01/1982 - 27/02/1982  | -                        |
| 1982  | Ghosts                   | 5           | 8 semaines  | 20/03/1982 - 08/05/1982  | Tin Drum                 |
| 1982  | Cantonese boy            | 24          | 6 semaines  | 22/05/1982 - 26/06/1982  | Tin Drum                 |
| 1982  | I Second that Emotion    | 9           | 11 semaines | 03/07/1982 - 11/09/1982  | -                        |
| 1982  | Life in Tokyo            | 28          | 6 semaines  | 09/10/1982 - 13/11/1982  | -                        |
| 1982  | Night Porter             | 29          | 9 semaines  | 20/11/1982 - 15/01/1983  | Gentlemen Take Polaroids |
| 1983  | All Tomorrow's Parties   | 38          | 4 semaines  | 12/03/1983 - 02/04/1983  | Quiet Life               |
| 1983  | Canton                   | 42          | 3 semaines  | 21/05/1983 - 04/06/1983  | Tin Drum                 |